# 425년
425년은 율리우스력의 목요일로 시작하는 평년이다.

## 연호
- 유송(劉宋) 원가(元嘉) 2년
- 북위(北魏) 시광(始光) 2년
- 서진(西秦) 건홍(建弘) 6년
- 북량(北凉) 현시(玄始) 14년
- 북연(北燕) 태평(太平) 17년
- 하(夏) 진흥(眞興) 7년 / 승광(承光) 원년

## 기년
- 유송(劉宋) 문제(文帝) 2년
- 북위(北魏) 태무제(太武帝) 2년
- 신라(新羅) 눌지 마립간(訥祗麻立干) 9년
- 고구려(高句麗) 장수왕(長壽王) 13년
- 백제(百濟) 구이신왕(久爾辛王) 6년

## 사건

#### 로마 제국
- 여름 – 로마의 찬탈자 요한네스가 요새화된 도시 라벤나에서 패배하고 아퀼레이아로 옮겨졌다. 요한네스가 당나귀 위에 타고 시민들의 욕설을 듣게 하는 모욕적인 개선식을 진행한 뒤에 처형되었다.
- 10월 23일 – 갈라 플라치디아의 아들인 발렌티아누스 3세가 황제로 즉위한다. 실질적 권력은 섭정이 된 갈라 플라치디아가 가지고 있었다.
- 플라비우스 아에티우스가 훈족 군세(60,000명)를 이끌고 이탈리아 북부에 들어온다. 아에티우스는 갈라 플라치디아와 협상해 골 지방의 총사령관직을 수여 받는 조건으로 물러났다.
- 훈족 군세가 어떤 방해도 받지 않고 콘스탄티노플로 진격하지만 역병으로 인해 군세가 타격을 입으면서 진격이 멈추다 (433년 참고).

#### 이스라엘
- 산헤드린이 로마 제국에 의해 해산된다

## 사망
- 황제를 자칭하던 서로마 제국의 요한네스가 처형되었다.